# Six âges du monde

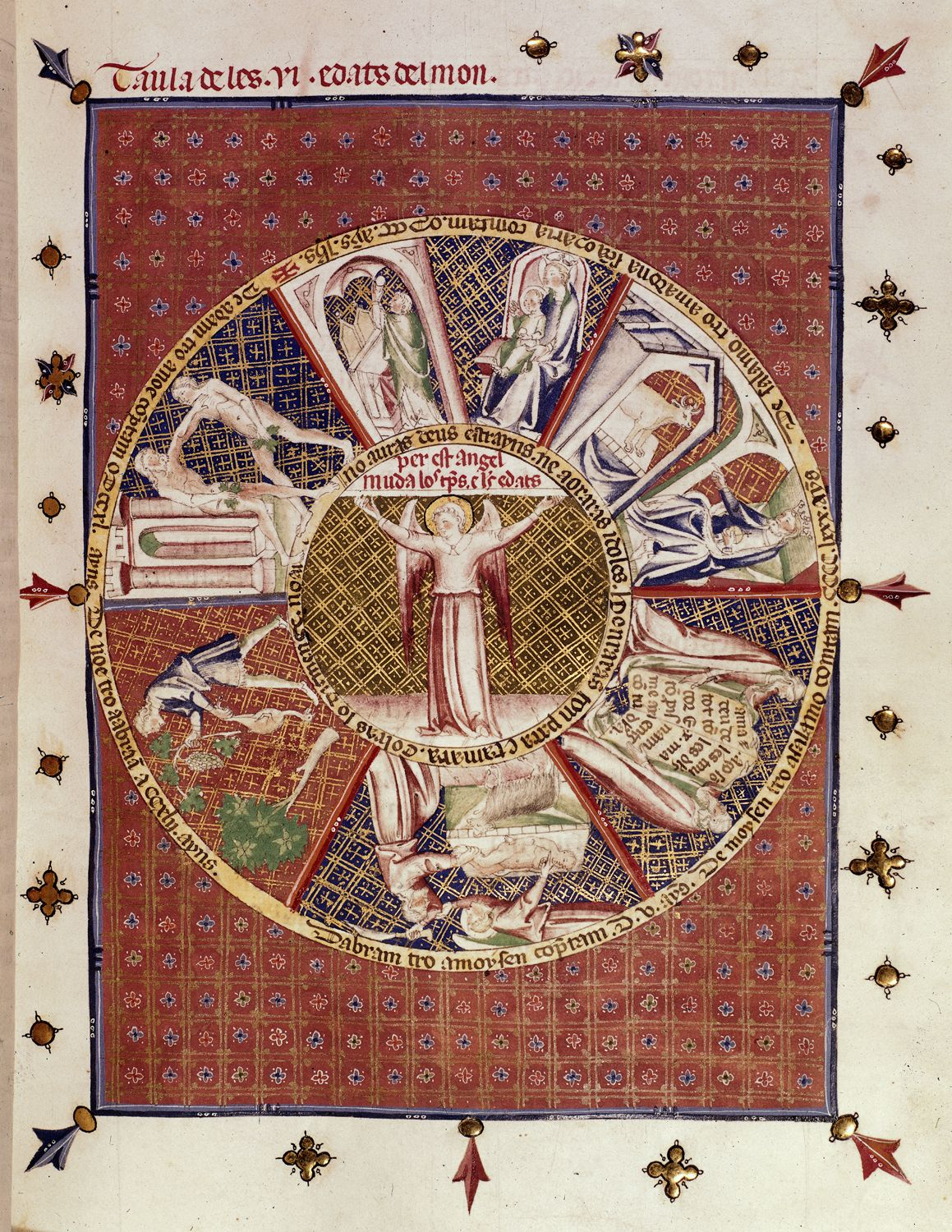
Diagramme circulaire des Six Âges du Monde, manuscrit enluminé d'origine espagnole, Bibliothèque britannique.

Les six âges du monde sont un découpage de l'histoire du monde proposé par Augustin d'Hippone dans son De catechizandis rudibus (parfois traduit par Catéchèse des débutants, Première catéchèse ou Traité du catéchisme) et suivi par la plupart des historiens chrétiens du Moyen Âge. Il postule l'existence de six âges ayant duré chacun 1 000 ans à partir de la création d'Adam, le premier homme.

## Texte
Augustin décrit ainsi les six âges : 
« Voici donc les cinq premiers âges du monde : le premier s’étend d’Adam, le père du genre humain, jusqu’à Noé et à la construction de l’arche ; le second s’étend de Noé à Abraham, le père de toutes les nations qui devaient imiter sa foi : c’est du sang d’Abraham que devait sortir la race juive, la seule qui, parmi tous les peuples du monde, avant la diffusion de la foi chrétienne, ait adoré l’unique et véritable Dieu, et de qui devait naître selon la chair le Messie Sauveur. Ces deux premières époques sont mises en relief dans l’Ancien Testament ; quant aux trois autres, l’Évangile même les distingue dans la généalogie de Notre-Seigneur. Le troisième âge s’étend depuis Abraham jusqu’au roi David ; le quatrième, depuis David jusqu’à la captivité qui transporta le peuple de Dieu à Babylone ; le cinquième, depuis la transmigration de Babylone jusqu’à l’avènement de Jésus-Christ ; le sixième commence avec Jésus-Christ. C’est dans ce dernier âge que la grâce toute spirituelle, connue jusque-là d’un petit nombre de prophètes et de patriarches, devait être révélée à toutes les nations, que les hommages rendus à Dieu devaient être désintéressés ; en d’autres termes, n’avoir plus pour but la récompense matérielle d’un culte mercenaire et les prospérités de la vie présente, mais la vie éternelle et la possession de Dieu ; enfin, c’est dans ce sixième âge que l’âme humaine devait être renouvelée à l’image de Dieu, de même qu’au sixième jour l’homme avait été fait à son image (Traité du catéchisme, ch. XXII, traduction Citoleux). »

## Les six âges et le septième à venir
D'après Augustin :
- le Premier âge s'étend de la création d'Adam au Déluge ; (3761 av. J.-C. - 2348 av. J.-C.)
- le Deuxième âge s'étend du Déluge à l'époque d'Abraham ; (le temps aurait été suspendu durant le Déluge)
- le Troisième âge s'étend de l'époque d'Abraham à celle du roi David ; (1813 av. J.-C - 1000 av. J.-C)
- le Quatrième âge s'étend de l'époque du roi David à l'Exil à Babylone ; (1000 av. J.-C - 587 av. J.-C.)
- le Cinquième âge s'étend de l'Exil à Babylone à l'époque de Jésus-Christ ; (587 av. J.-C. - 30 ap. J.-C.)
- le Sixième âge débute à l'époque de Jésus-Christ. (depuis l'an 30)[2]

Ce découpage est conçu comme un parallèle aux six jours de la Création. Le septième jour, celui du chabbat, doit avoir pour équivalent une septième ère prenant place après le Jour du jugement et la fin des temps. En effet, Augustin écrit que  Dieu « consacrerait le septième [âge] au repos avec ses saints, comme il y avait déjà consacré le septième jour [de la Création] ».